# Battaglia di Jodoigne
La battaglia di Jodoigne venne combattuta il 20 ottobre 1568 a Jodoigne tra gli spagnoli e le forze ribelli olandesi.

## Antefatto
Nel 1568, la rivolta olandese si era tramutata in una vera e propria guerra. Nel corso dell'estate di quell'anno, Luigi e Adolfo di Nassau avevano combattuto gli spagnoli, vincendo la battaglia di Heiligerlee, prendendo però la battaglia di Jemmingen. Il principe Guglielmo d'Orange si impegnò in una nuova campagna nell'autunno di quell'anno, raggruppando un esercito per invadere i Paesi Bassi spagnoli. Dopo la sua vittoria a Jemmingen a luglio, io il comandante spagnolo Fernando Alvarez de Toledo, duca d'Alba aveva rafforzato la propria potenza militare nei Paesi Bassi.

## La campagna militare

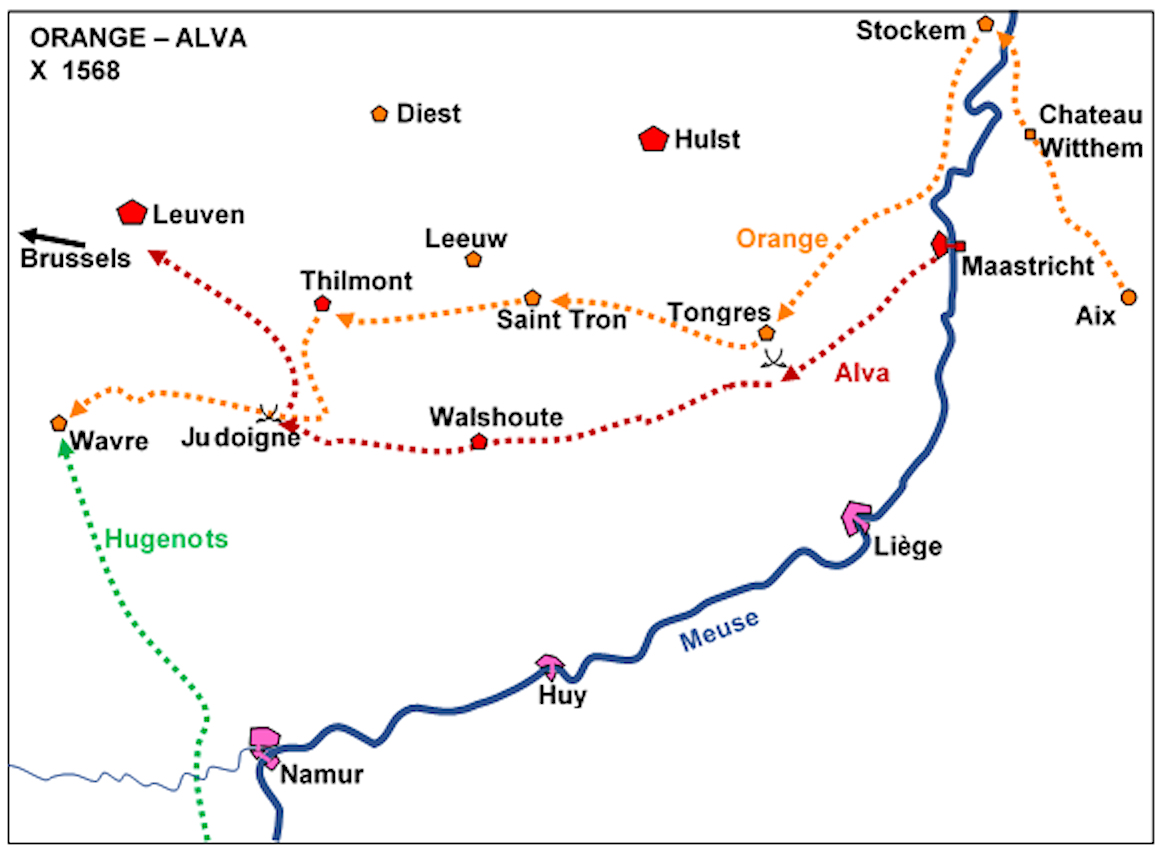
Mappa della campagna compiuta dal principe d'Orange contro il duca d'Alba nell'ottobre del 1568

Guglielmo I d'Orange assemblò un esercito a Aix (oggi Vaalserberg) mentre il principe ed i suoi dignitari si incontrarono al castello di Withem (oggi Wittem). Il 5 ottobre, l'esercito attraversò il fiume Mosa nella notte ed il 6 ottobre occupò la città fortificata di Stockem (o Stockheim, oggi parte della città di Dilsen-Stokkem). Il giorno successivo, la città fortificata di Tongres aprì pure i propri cancelli al principe d'Orange.
L'esercito del principe includeva 16 000 fanti tedeschi, 8000 cavalieri e 4000 tra fanti e cavalieri francesi e olandesi. Oltre a Guglielmo d'Orange, tra i comandanti erano presenti suo fratello Luigi, Casimro figlio di Palsgramo, conte di Suarzemburg, due duchi di Sassonia, il conte di Hochstrat e William Lume, oltre al conte De La Mark. Alle truppe si erano aggiunte altre forze reclutate localmente dal canonico Philippe de la Marek, fratello di Guglielmo II de La Mark, barone di Lummen, di Jean d'Haultepenne, signore di Barvéa, e di Guillaume de Prez, del quartiermastro André Bourlette, di Philippe de Neuliorge, di Érard Spirinck, di Edmond de Marne e di suo fratello Hubert, di Bernard de Haccourt e di Guillaume de Crahain.
Il problema per il principe d'Orange erano i rifornimenti. Le piccole città che aveva già conquistato fornivano ad ogni modo un numero di risorse insufficienti per sostenere la sua armata sul campo e per questo egli continuava a sperare di ricevere supporti da parte degli stati protestanti del Sacro Romano Impero che, per raggiungerlo, avrebbero sicuramente dovuto attraversare i territori del principato vescovile di Liegi. Ad ogni modo il principe-vescovo locale, Gerard van Groesbeeck, aveva fatto sapere di essere contrario ai progetti del principe d'Orange. Il borgomastro di Liegi declinò anch'egli la propria partecipazione al progetto. Guglielmo d'Orange ebbe a quel punto l'idea di minacciare direttamente il principe-vescovo di Liegi nel tentativo di estorcergli la somma di 100 000 scudi sotto minaccia d'invasione, ma anche in questo caso il principato resistette declinando l'offerta.
Il 7 ottobre il duca d'Alba fece uscire il proprio esercito da Maastricht. Egli aveva al comando delle proprie truppe i suoi figli Don Fadrique de Toledo e Don Fenando de Toledo, il maestro di campo marchese Chiappino Vitelli, i generali Berlaymont, Noircarmes, il conte di Meghem, Francisco d’'Yvarra (inviato direttamente dal re di Spagna come supervisore) ed il generale francese De La Cressionaire. Il duca inviò dei rinforzi anche alla città di Thilmont. Il grosso del suo esercito era composto da uno squadrone di fanteria al comando del conte di Meghem, uno al comando del generale Berlaymont ed uno inizialmente al comando del figlio del duca e poi delegato al conte di Lalaine. Le unità di cavalleria erano al comando di rispettivi colonnelli.
Il 9 ottobre i due eserciti si scontrarono brevemente nei pressi di Tongres.
Il 10 ottobre Guglielmo d'Orange si mosse coi suoi uomini verso la città fortificata di Saint Tron che, malgrado la presenza di truppe inviate dal vescovato di Liegi al proprio interno, aprì comunque i cancelli alle truppe olandesi. Le truppe del principe d'Orange saccheggiarono l'abbazia di St Tron e costrinsero l'abate a pagargli 20 000 corone per riscatto.
Il duca d'Alba ordinò nel frattempo alla vicina guarnigione di Leeuw (oggi Zoutleeuw) di portarsi a rinforzare le difese di Thilmont. Questo lasciò Leeuw senza difese e pertanto, quando il fratello dell'Orange, Luigi, giunse sul posto ebbe una conquista facile dell'area.
Il 12 ottobre, una schermaglia di minore portata coinvolse il duca d'Alba con le forze del principe d'Orange che portò all'uccisione di 600 soldati olandesi ed alla cattura di circa 100 carri di rifornimenti da parte degli spagnoli. Il 14 ottobre il piccolo villaggio di Konichsem (attuale Koninksem, quartiere di Tongres) venne saccheggiato. Il duca d'Alba rafforzò ulteriormente Tirlemont con le truppe del generale Beauvoir, 6 compagnie di soldati valloni con esperienza, 700 archibugieri ed il capitano Monteros con la sua compagnia di archibugieri a cavallo, bloccando così la strada verso Bruxelles agli olandesi. Il 15, 16 e 17 ottobre vi furono ulteriori schermaglie presso Tongres.
Guglielmo d'Orange era ormai a corto di fondi per pagare i propri soldati. Il risultato fu un ammutinamento nel quale il capitano Malburg venne ucciso e lo stesso principe d'Orange scampò miracolosamente ad un colpo di pistola che andò a colpire il fodero della sua spada. Spostando il proprio accampamento ben 29 volte, Guglielmo si preparò infine per una battaglia decisiva col duca d'Alba.
Nel frattempo, un esercito di ugonotti guidati da François d'Hangest, aveva attraversato la Mosa a Charlemont, presso Givet, con l'intento di incontrarsi con gli olandesi presso Wavre.

## La battaglia
Per prendere la città di Wavre, Guglielmo d'Orange dovette spostare i lproprio esercito lungo il fiume Jaulche che, per quanto non di grande portata, era comunque difficile da attraversare per le rive ripide. Per proteggere l'attraversamento dei suoi uomini, il principe d'Orange inviò una retroguardia presso Jodoigne al comando del colonnello Philip van Marbais, signore di Louverval, con 2000 fanti e 500 cavalieri (in gran parte valloni e guasconi) per tenere occupati gli spagnoli mentre il grosso del suo esercito avrebbe compiuto la traversata.
Il duca d'Alba colse in pieno la retroguardia. Per quanto le forze di quest'ultimo fossero di 16 000 uomini solo la formazione comandata dal generale Vitelli venne coinvolta nello scontro.
Il duca d'Alba inviò anche suo figlio Fadrique, con sei pezzi d'artiglieria, a supportare l'attacco.
L'Orange perse più di 2000 uomini ed alcuni comandanti chiave come il conte di Hochstrate che ricevette una ferita mortale e morì poco dopo, ed il colonnello Philip van Marbais che venne catturato, tradotto prigioniero a Bruxelles ed ivi decapitato.
Anche se molti furono gli spagnoli feriti, la loro parte ebbe solo 80 morti.

## Conseguenze
Quando il principe d'Orange si incontrò con François d'Hangest, trovò con suo disappunto un esercito ugonotto di soli 2000 uomini, il che non gli diede il vantaggio sperato sugli uomini del duca d'Alba. Cercando un modo per aprirsi una strada verso la Germania prima dell'inverno, Guglielmo d'Orange si rifiutò di passare per il principato vescovile di Liegi. L'Orange ed il duca d'Alba combatterono ancora nella battaglia di Le Quesnoy. L'esercito olandese passò attraverso Strasburgo, mentre il duca d'Alba si vendicò pesantemente delle città che avevano aperto i loro cancelli ai ribelli olandesi. Ad esempio il borgomastro di Leeuw venne condannato a morte, pur avendo acconsentito a mandare i rinforzi richiesti dagli spagnoli sulla città di Thilmont. I suoi generali cercarono di persuadere il duca d'Alba a riconsiderare quell'ingiusta condanna, e pertanto egli commutò la pena condannando a morte uno di loro.